# Пинака (город)
Пинака (курд. Pinîka) или Финика (др.-греч. ΦοινίΚη) — столица древнего царства Кордуена (современная юго-восточная Турция). 

## История
Греческий историку и географ Страбон, записывали главные города Кордуены, включая Пинаку, который находился к северо-западу от Безабде.

## Культура
Жители имели репутацию мастеров-строителей и экспертов в строительстве, и по этой причине Тигран использовал их в таких работах; он также за ее запасы нафты. Также, к северо-западу от Джизре, расположен одноименный замок (область Бохтан, Северный Курдистан, Турецкая Республика).